# Longhorns & Londonbridges
Longhorns & Londonbridges es un álbum de estudio del cantante estadounidense B. J. Thomas. Fue publicado en marzo de 1974 a través de Paramount Records.

## Recepción de la crítica
Un escritor no especificado de Record World describió Longhorns & Londonbridges como “una excelente selección de material y una dulce producción de Steve Tyrell y Al Gorgoni diseñada para enfatizar la extraordinaria calidad melódica de la voz de B.J.” Un escritor no especificado de Cash Box escribió: “Steve Tyrell y Al Gorgoni produjeron el paquete y, junto con los arreglos de cuerdas complementarios de Paul Buckmaster, han creado un vehículo musical perfecto para llevar la voz de B.J.”

## Lista de canciones
Todas las canciones escritas y compuestas por Randall Bramblett, excepto donde esta anotado. 
| Lado uno |                                                              |          |  |
| N.º      | Título                                                       | Duración |  |
| 1.       | «Play Something Sweet (Brickyard Blues)» (Allen Toussaint)   | 4:10     |  |
| 2.       | «I'm Callin'»                                                | 3:37     |  |
| 3.       | «Too Many Irons»                                             | 3:37     |  |
| 4.       | «Sacred Harmony»                                             | 3:09     |  |
| 5.       | «40 Days and 40 Nights» (Bramblett, Davis Causey, Bob Jones) | 3:46     |  |

| Lado dos |                                                     |          |  |
| N.º      | Título                                              | Duración |  |
| 1.       | «Talkin' Confidentially» (Gerry Goffin, Mark James) | 3:34     |  |
| 2.       | «City Sunday Morning Day» (Richie Supa)             | 4:07     |  |
| 3.       | «Conversation» (Buddy Buie, J. R. Cobb)             | 4:17     |  |
| 4.       | «I Won't Be Following You» (Dennis Locorriere)      | 3:07     |  |
| 5.       | «Superman»                                          | 3:53     |  |

## Créditos y personal
Créditos adaptados desde las notas de álbum de Longhorns & Londonbridges.
Músicos
- Allan Schwartzberg – batería en «Play Something Sweet (Brickyard Blues)», «Talkin' Confidentially» y «City Sunday Morning Day»
- Andy Muson – bajo eléctrico en todas las canciones excepto «Sacred Harmony»
- Randall Bramblett – piano en «Play Something Sweet (Brickyard Blues)», «Too Many Irons», «Sacred Harmony», «40 Days and 40 Nights» y «Superman»; piano eléctrico en «I'm Callin'» y «City Sunday Morning Day»; coros en «I'm Callin'»
- Hugh McCracken – slide guitar en «Play Something Sweet (Brickyard Blues)»; guitarra acústica en «40 Days and 40 Nights» y «Talkin' Confidentially»
- Georg Wadenius – guitarra eléctrica en «Play Something Sweet (Brickyard Blues)»
- Jimmy Maeulen – pandereta en «Play Something Sweet (Brickyard Blues)»; bell tree, cabasa, clave en «I'm Callin'»; tabla, birimbao en «40 Days and 40 Nights»; conga, caja china en «City Sunday Morning Day»
- Randy Brecker – trompeta en «Play Something Sweet (Brickyard Blues)», «Too Many Irons» y «Superman»
- Lew Soloff – trompeta en «Play Something Sweet (Brickyard Blues)», «Too Many Irons» y «Superman»
- Louie Marini – saxofón soprano en «Play Something Sweet (Brickyard Blues)» y «Too Many Irons»; flautín, flauta en «Conversation»
- Mike Brecker – saxofón tenor en «Play Something Sweet (Brickyard Blues)» y «Too Many Irons»
- Dave Bargeron – trombón en «Play Something Sweet (Brickyard Blues)», «Too Many Irons» y «Superman»
- Peter Gordon – corno francés en «Play Something Sweet (Brickyard Blues)» y «Superman»
- Rick Marotta – batería en «I'm Callin'», «Too Many Irons», «Conversation», «I Won't Be Following You» y «Superman»
- Bob Mann – guitarra eléctrica en «I'm Callin'», «40 Days and 40 Nights», «Talkin' Confidentially», «Conversation» y «Superman»; slide guitar en «Too Many Irons»; guitarra acústica en «I Won't Be Following You»
- Al Gorgoni – crótalos en «I'm Callin'»; guitarra acústica en «40 Days and 40 Nights», «City Sunday Morning Day» y «I Won't Be Following You»; guitarra eléctrica en «City Sunday Morning Day», «Conversation», «I Won't Be Following You» y «Superman»
- Paul Griffin – órgano en «Sacred Harmony»; clavinet en «Conversation» y «Superman»; piano en «I Won't Be Following You»
- Elliott Randall – guitarra eléctrica en «40 Days and 40 Nights»
- Steve Tyrell – pandereta en «40 Days and 40 Nights» y «I Won't Be Following You»; idiófono en «City Sunday Morning Day»
- Don Grolnick – piano eléctrico, órgano en «Talkin' Confidentially»
- The Professor Bradford Singers – coros en «Talkin' Confidentially»
- Richie Supa – guitarra acústica en «Talkin' Confidentially» y «Conversation»
- Rodney Justo – coros en «City Sunday Morning Day» y «I Won't Be Following You»
- Jon Stroll – clavinet, piano en «Conversation»

Personal técnico
- Steve Tyrell – productor
- Al Gorgoni – productor
- Paul Buckmaster – arreglos
- Shelly Yakus – ingeniero de audio, mezclas
- Jay Messina – ingeniero adicional
- Dennis Ferrante – ingeniero adicional
- Rod O'Brien – ingeniero asistente
- Corky Stasiak – ingeniero asistente
- Jimmy Iovine – ingeniero asistente
- Richie Apuzzo – ingeniero asistente
- Neal Steingart – ingeniero asistente
- Tom Rabstenek – masterización
- Greg Calbi – masterización
- Bill Levy – director artístico
- Peter Corriston – diseño de portada
- Bob Gruen – fotografía